# Qualificazioni al campionato europeo maschile di calcio 2020 - Gruppo C

## Classifica
| Squadra          | Pt | G | V | P | S | GF | GS | DR  |
| ---------------- | -- | - | - | - | - | -- | -- | --- |
| Germania         | 21 | 8 | 7 | 0 | 1 | 30 | 7  | +23 |
| Paesi Bassi      | 19 | 8 | 6 | 1 | 1 | 24 | 7  | +17 |
| Irlanda del Nord | 13 | 8 | 4 | 1 | 3 | 9  | 13 | -4  |
| Bielorussia      | 4  | 8 | 1 | 1 | 6 | 4  | 16 | -12 |
| Estonia          | 1  | 8 | 0 | 1 | 7 | 2  | 26 | -24 |

## Risultati

### Prima giornata
| Arbitro: | Massa |

|                                                 |           |  |
| Depay 1’, 55’ (rig.) Wijnaldum 21’ van Dijk 86’ | Marcatori |  |

| Arbitro: | Bebek |

|                             |           |  |
| McGinn 56’ Davis 75’ (rig.) | Marcatori |  |

### Seconda giornata
| Arbitro: | Gil Manzano |

|                       |           |                                |
| de Ligt 48’ Depay 63’ | Marcatori | 15’ Sané 34’ Gnabry 90’ Schulz |

| Arbitro: | Raczkowski |

|                        |           |              |
| Evans 30’ Magennis 87’ | Marcatori | 33’ Stasevič |

### Terza giornata
| Arbitro: | Veríssimo |

|               |           |                             |
| Vassiljev 25’ | Marcatori | 77’ Washington 80’ Magennis |

| Arbitro: | Jovanović |

|  |           |                   |
|  | Marcatori | 13’ Sané 62’ Reus |

### Quarta giornata
| Arbitro: | Lechner |

|  |           |            |
|  | Marcatori | 86’ McNair |

| Arbitro: | Palabıyık |

|                                                                                    |           |  |
| Reus 10’, 37’ Gnabry 17’, 62’ Goretzka 20’ Gündoğan 26’ (rig.) Werner 79’ Sané 88’ | Marcatori |  |

### Quinta giornata
| Arbitro: | Durieux |

|           |           |                          |
| Sorga 54’ | Marcatori | 48’ Navumaŭ 90+2’ Skavyš |

| Arbitro: | Soares Dias |

|                            |           |                                                      |
| Gnabry 9’ Kroos 73’ (rig.) | Marcatori | 59’ de Jong 66’ (aut.) Tah 79’ Malen 90+1’ Wijnaldum |

### Sesta giornata
| Arbitro: | Bojko |

|  |           |                                        |
|  | Marcatori | 17’, 47’ Babel 76’ Depay 87’ Wijnaldum |

| Arbitro: | Orsato |

|  |           |                              |
|  | Marcatori | 48’ Halstenberg 90+3’ Gnabry |

### Settima giornata
| Minsk 10 ottobre 2019, ore 20:45 CEST | Bielorussia          | 0 – 0 referto | Estonia | Stadio Dinamo (11 300 spett.)\| Arbitro: \| de Burgos Bengoetxea \| |
| Arbitro:                              | de Burgos Bengoetxea |               |         |                                                                     |

| Arbitro: | Bastien |

|                                |           |              |
| Depay 80’, 90+4’ de Jong 90+1’ | Marcatori | 75’ Magennis |

### Ottava giornata
| Arbitro: | Sidīropoulos |

|            |           |                    |
| Drahun 54’ | Marcatori | 32’, 41’ Wijnaldum |

| Arbitro: | Kabakov |

|  |           |                              |
|  | Marcatori | 51’, 57’ Gündoğan 71’ Werner |

### Nona giornata
| Arbitro: | Grinfeeld |

|                                        |           |  |
| Ginter 41’ Goretzka 49’ Kroos 55’, 83’ | Marcatori |  |

| Belfast 16 novembre 2019, ore 20:45 CET | Irlanda del Nord | 0 – 0 referto | Paesi Bassi | Windsor Park (18 404 spett.)\| Arbitro: \| Marciniak \| |
| Arbitro:                                | Marciniak        |               |             |                                                         |

### Decima giornata
| Arbitro: | del Cerro Grande |

|                                                     |           |          |
| Gnabry 19’, 47’, 60’ Goretzka 43’, 73’ Brandt 90+1’ | Marcatori | 7’ Smith |

| Arbitro: | Massa |

|                                          |           |  |
| Wijnaldum 6’, 66’, 79’ Aké 19’ Boadu 87’ | Marcatori |  |

## Classifica marcatori
8 reti
- Serge Gnabry

- Georginio Wijnaldum

6 reti
- Memphis Depay (1 rigore)

4 reti
- Leon Goretzka

3 reti
- İlkay Gündoğan (1 rigore)
- Toni Kroos (1 rigore)

- Marco Reus
- Leroy Sané

- Josh Magennis

2 reti
- Timo Werner

- Ryan Babel

1 rete
- Stanislaŭ Drahun
- Mikita Navumaŭ
- Maksim Skavyš
- Ihar Stasevič
- Erik Sorga
- Konstantin Vassiljev
- Julian Brandt
- Matthias Ginter

- Marcel Halstenberg
- Nico Schulz
- Steven Davis (1 rigore)
- Jonny Evans
- Niall McGinn
- Michael Smith
- Paddy McNair
- Conor Washington

- Nathan Aké
- Myron Boadu
- Virgil van Dijk
- Frenkie de Jong
- Luuk de Jong
- Matthijs de Ligt
- Donyell Malen

1 autogol
- Jonathan Tah (pro Paesi Bassi)